# 델타 커넥션
델타 커넥션(영어: Delta Connection)은 델타 항공과 환승을 위해 8개의 지역 항공사가 운항하고 있는 명칭 상표로 이 항공사는 델타 항공 편명으로 델타 항공의 허브 공항과 지방 공항의 노선을 소형 항공기로 운항하고 있다.

## 회원사
- 피나클 항공
- 메사바 항공
- 컴패스 에어라인